# Erwin Thaler
Erwin Thaler, né le 21 mai 1930 à Innsbruck et mort le 29 novembre 2001, est un bobeur autrichien notamment double médaillé d'argent olympique.

## Biographie
Aux Jeux olympiques d'hiver de 1964, organisés à Innsbruck en Autriche, Erwin Thaler est médaillé d'argent en bob à quatre avec Adolf Koxeder, Josef Nairz et Reinhold Durnthaler. Aux Jeux d'hiver de 1968 à Grenoble en France, il remporte à nouveau la médaille d'argent de bob à quatre, cette fois avec Reinhold Durnthaler, Herbert Gruber et Josef Eder. Pendant sa carrière, Thaler remporte également deux médailles aux championnats du monde : le bronze en bob à quatre en 1963 et l'or en bob à deux en 1967.

## Palmarès

### Jeux Olympiques
- : médaillé d'argent en bob à 4 aux JO 1964.
- : médaillé d'argent en bob à 4 aux JO 1968.

### Championnats monde
- : médaillé d'or en bob à 2 aux championnats monde de 1967.
- : médaillé de bronze en bob à 4 aux championnats monde de 1963.